# Rozhledna Děd
Rozhledna Děd se nachází na kopci Děd u města Beroun ve výšce 492 metrů. Vrchol kopce a větší část hřebene leží v katastrálním území Beroun, západní úbočí spadá do Zahořan, části města Králova Dvora. Slavnostně byla otevřena 17. září 1893; byla to vůbec první rozhledna, kterou vybudoval Klub českých turistů.

## Historie
Vrchol Dědu byl v 19. století častým cílem sokolských výletů a vlasteneckých poutí. Proto zde také Klub českých turistů společně s Okrašlovacím spolkem v Berouně nechaly vybudovat nákladem tři tisíc zlatých rozhlednu. Záměr postavit rozhlednu byl zveřejněn 22. září 1893 a 10. května 1893 byl slavnostně položen základní kámen. Už 17. září toho roku byla rozhledna otevřena. Rozhledna stála 2171,76 zlatých.
V roce 2011 byla v hlasování MF Dnes vyhlášena druhou nejkrásnější rozhlednou Prahy a  Středních Čech (po Petřínské rozhledně).
Od 1.9.2022 je rozhledna nepřístupná

## Popis
Je to cihlová rozhledna vysoká 12 metrů s 56 schody. Výhled je kvůli vzrostlým stromům velmi omezený a je tak možné vidět pouze úzkým pruhem vykáceného lesa směrem na Kladno a křivoklátské lesy. Rozhledna je celoročně volně přístupná.